# Casama
Casama is een geslacht van vlinders van de familie spinneruilen (Erebidae), uit de onderfamilie Lymantriinae.

## Soorten
- C. griseola Rothschild, 1921
- C. hemippa Swinhoe, 1906
- C. impura (Hering, 1926)
- C. innotata (Walker, 1855)
- C. intermissa (Hering, 1926)
- C. leporina Zerny, 1935
- C. vilis (Walker, 1865)